# Trichuris discolor
Trichuris discolor är en rundmaskart som först beskrevs av von Linstow 1906. Enligt Catalogue of Life ingår Trichuris discolor i släktet Trichuris och familjen Trichinellidae, men enligt Dyntaxa är tillhörigheten istället släktet Trichuris och familjen Trichuridae. Arten är reproducerande i Sverige. Inga underarter finns listade i Catalogue of Life.